# Craonnelle
Craonnelle est une commune française située dans le département de l'Aisne, en région Hauts-de-France.
Ses habitants sont appelés les Craonnelois.

## Géographie

### Localisation

#### Cartographie(cliquer pour afficher)
Craonnelle se situe au centre-est du département de l'Aisne, au sud du plateau du Chemin des Dames.
La commune se trouve à 18,4 km au sud-est de la ville préfecture, Laon, à 117,9 km au sud-est de la capitale régionale, Amiens, à 27,1 km au nord-ouest de Reims, et à 121,3 km au nord-est de la capitale, Paris.
| Bouconville-Vauclair     | Bouconville-Vauclair, Craonne | Craonne   |
| Oulches-la-Vallée-Foulon | Craonnelle                    | Pontavert |
| Beaurieux                | Beaurieux                     | Pontavert |

### Voies de communications et transports

#### Voies routières

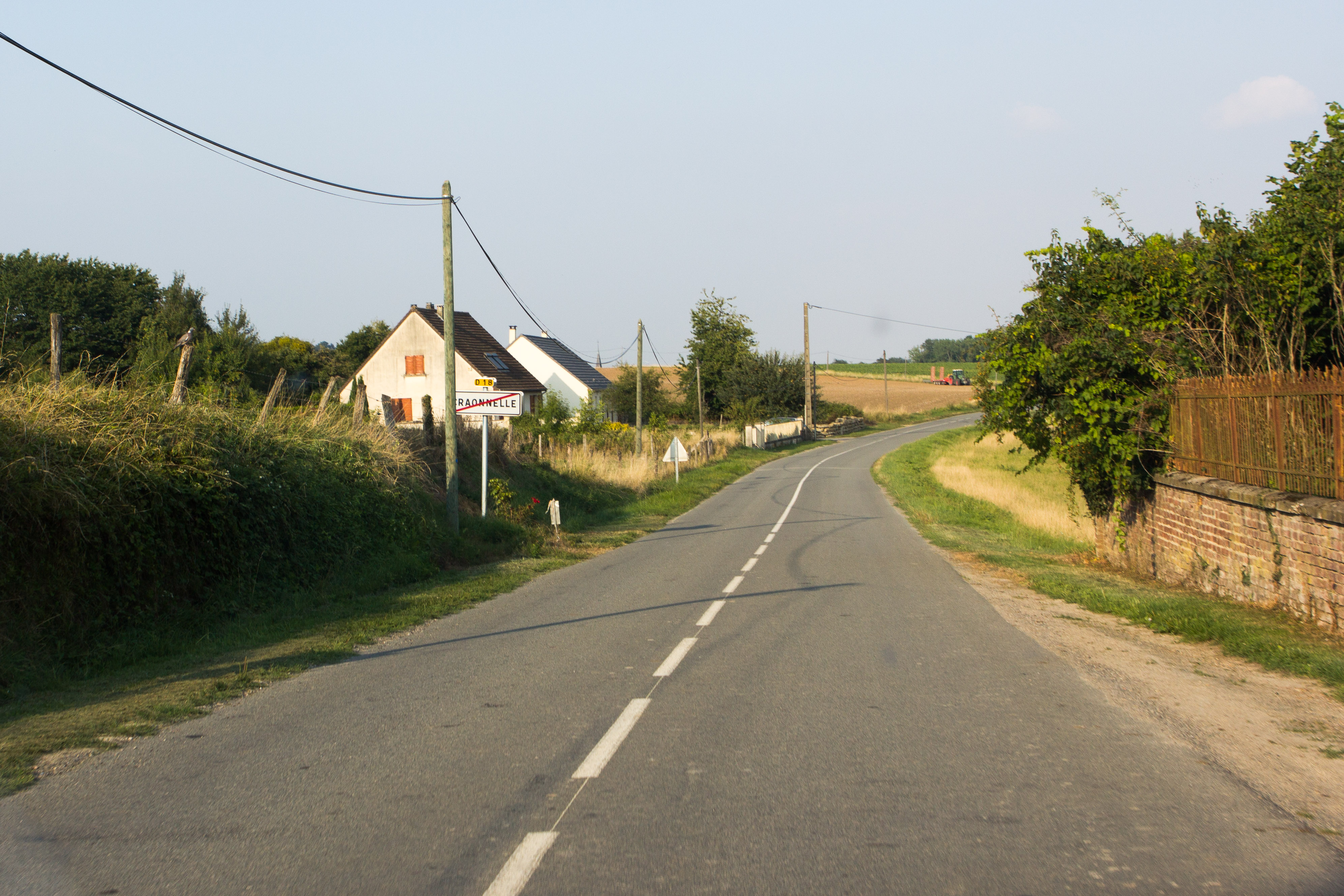
Sortie Nord-Est de Craonnelle (D 18) en direction de Craonne.

Craonnelle est accessible par la route par :
- l'autoroute A26, sortie no 14 (Guignicourt) située à 13 km à l'est de Craonnelle ;
- la route départementale D 1044 (ancienne route nationale 44), via Corbeny, située 6 km au nord-est ;
- la route départementale D 18 reliant Craonnelle à Craonne au nord-est ;
- la route départementale D 89, reliant Craonnelle à Pontavert au sud-est et Oulches-la-Vallée-Foulon à l'ouest ;
- la route départementale D 892, reliant Craonnelle à Baurieux au sud-ouest.

#### Transports en commun
La gare la plus proche est celle de Guignicourt, située à 16 km à l'est de Craonnelle. Cette gare est desservie par les trains du réseau régional TER Picardie et permet d'accéder aux gares de Laon ou de Reims en 20 minutes environ.

### Hydrographie

#### Réseau hydrographique
La commune est située dans le bassin Seine-Normandie. Elle est drainée par le ruisseau de Beaurepaire, le canal du Bois Bertin, le cours d'eau 01 des Terres du Pontois et un autre petit cours d'eau,.

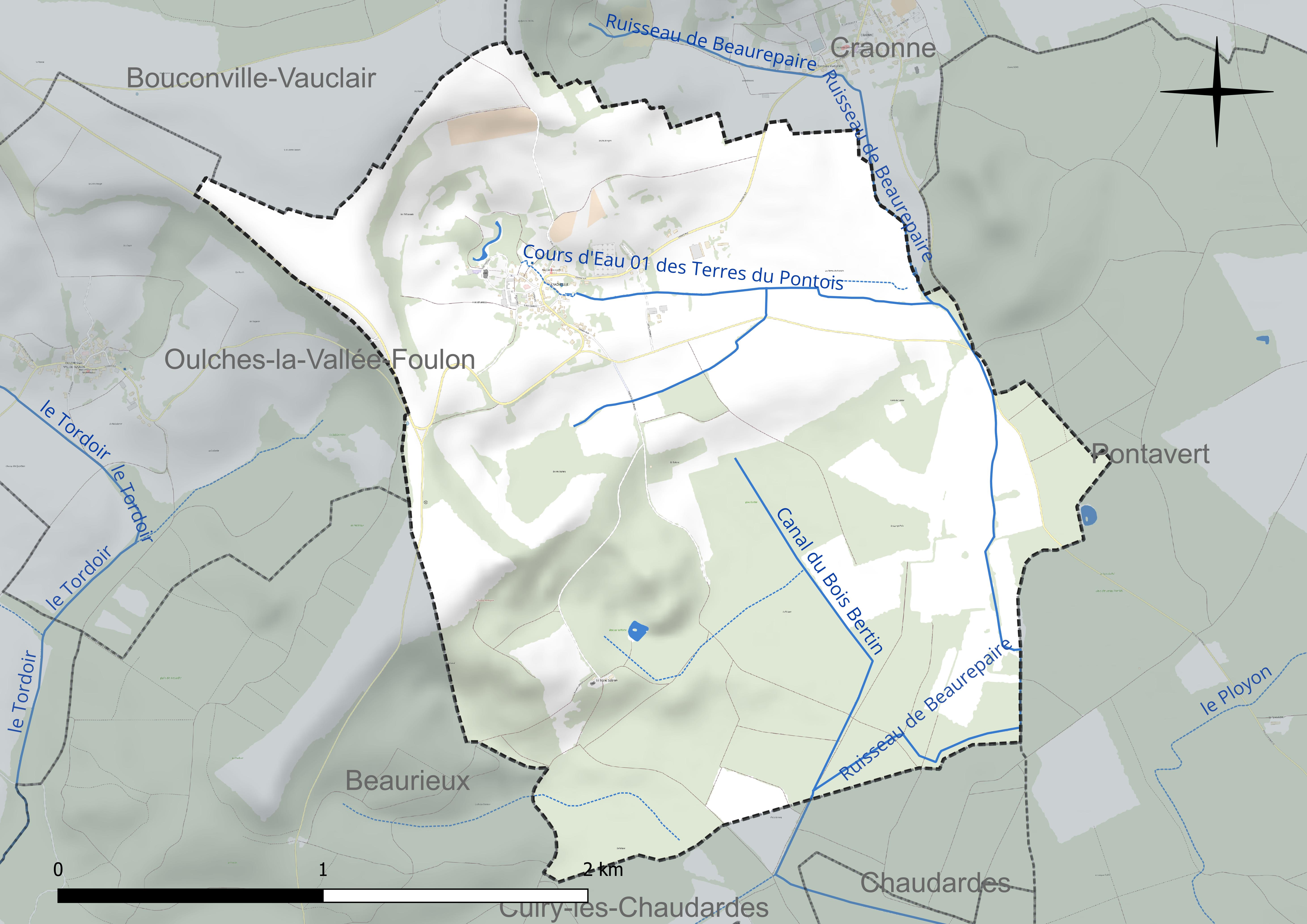
Réseau hydrographique de Craonnelle.

#### Gestion et qualité des eaux
Le territoire communal est couvert par le schéma d'aménagement et de gestion des eaux (SAGE) « Aisne Vesle Suippe ». Ce document de planification, dont le territoire s'étend sur 3 096 km2 répartis sur trois départements (Aisne, Marne et Ardennes) et deux régions (Champagne-Ardenne et Picardie), a été approuvé le 16 décembre 2013. La structure porteuse de l'élaboration et de la mise en œuvre est le Syndicat d'aménagement des bassins Aisne Vesle Suippe (SIABAVES).
La qualité des cours d'eau peut être consultée sur un site spécial géré par les agences de l'eau et l'Agence française pour la biodiversité.

### Climat
Pour des articles plus généraux, voir Climat des Hauts-de-France et Climat de l'Aisne.
En 2010, le climat de la commune est de type climat océanique dégradé des plaines du Centre et du Nord, selon une étude du CNRS s'appuyant sur une série de données couvrant la période 1971-2000. En 2020, Météo-France publie une typologie des climats de la France métropolitaine dans laquelle la commune est exposée à un climat océanique altéré et est dans la région climatique Nord-est du bassin Parisien, caractérisée par un ensoleillement médiocre, une pluviométrie moyenne régulièrement répartie au cours de l'année et un hiver froid (3 °C).
Pour la période 1971-2000, la température annuelle moyenne est de 10,3 °C, avec une amplitude thermique annuelle de 15,7 °C. Le cumul annuel moyen de précipitations est de 753 mm, avec 12,1 jours de précipitations en janvier et 8,8 jours en juillet. Pour la période 1991-2020, la température moyenne annuelle observée sur la station météorologique la plus proche, située sur la commune de Martigny-Courpierre à 9 km à vol d'oiseau, est de 10,7 °C et le cumul annuel moyen de précipitations est de 734,4 mm,. Pour l'avenir, les paramètres climatiques de la commune estimés pour 2050 selon différents scénarios d'émission de gaz à effet de serre sont consultables sur un site spécial publié par Météo-France en novembre 2022.

## Urbanisme

### Typologie
Au 1er janvier 2024, Craonnelle est catégorisée commune rurale à habitat dispersé, selon la nouvelle grille communale de densité à 7 niveaux définie par l'Insee en 2022.
Elle est située hors unité urbaine. Par ailleurs la commune fait partie de l'aire d'attraction de Reims, dont elle est une commune de la couronne,. Cette aire, qui regroupe 294 communes, est catégorisée dans les aires de 200 000 à moins de 700 000 habitants,.

### Occupation des sols
L'occupation des sols de la commune, telle qu'elle ressort de la base de données européenne d'occupation biophysique des sols Corine Land Cover (CLC), est marquée par l'importance des territoires agricoles (53,8 % en 2018), en diminution par rapport à 1990 (55,2 %). La répartition détaillée en 2018 est la suivante : 
terres arables (52 %), forêts (40,6 %), zones urbanisées (5,6 %), zones agricoles hétérogènes (1,8 %).
L'évolution de l'occupation des sols de la commune et de ses infrastructures peut être observée sur les différentes représentations cartographiques du territoire : la carte de Cassini (XVIIIe siècle), la carte d'état-major (1820-1866) et les cartes ou photos aériennes de l'IGN pour la période actuelle (1950 à aujourd'hui).

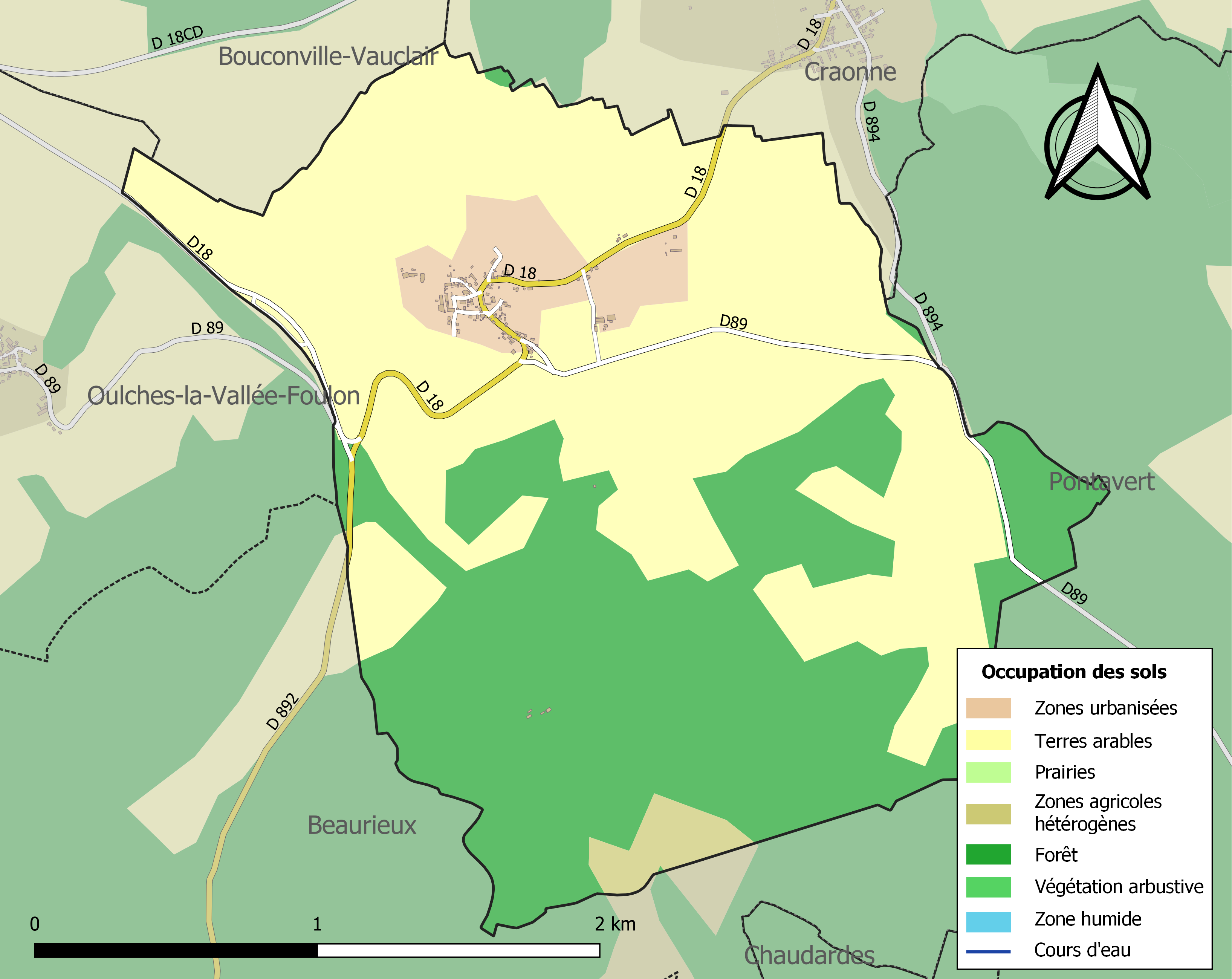
Carte des infrastructures et de l'occupation des sols de la commune en 2018 (CLC).

## Toponymie
Le nom de la localité est attesté sous les formes Creunella (1140) ; Creonella (1140) ; Craonnella (1141) ; Croenilla (1146) ; Croenela (1220) ; Croenella (1248) ; Crannella (1361) ; Cronnelles (1497) ; Crannelle (1545) ; Sainte-Benoite de Craonnelle (1676) ; Craonele (1746).
Du nom de lieu Craonne (Aisne), avec le suffixe diminutif -elle, « le petit Craonne ».

## Histoire
Le 14 octobre 1918, le village, totalement détruit, est libéré par le 320e régiment d'infanterie.

## Politique et administration

### Découpage territorial
La commune de Craonnelle est membre de la communauté de communes du Chemin des Dames, un établissement public de coopération intercommunale (EPCI) à fiscalité propre créé le 29 décembre 1995 dont le siège est à Craonne. Ce dernier est par ailleurs membre d'autres groupements intercommunaux.
Sur le plan administratif, elle est rattachée à l'arrondissement de Laon, au département de l'Aisne et à la région Hauts-de-France. Sur le plan électoral, elle dépend du canton de Villeneuve-sur-Aisne pour l'élection des conseillers départementaux, depuis le redécoupage cantonal de 2014 entré en vigueur en 2015, et de la première circonscription de l'Aisne  pour les élections législatives, depuis le dernier découpage électoral de 2010.

### Vie politique locale
Le nombre d'habitants de la commune étant compris entre à 100 et 499, le nombre de membres du conseil municipal est de onze.
La commune est rattachée administrativement à l'arrondissement de Laon et au canton de Villeneuve-sur-Aisne et à la première circonscription de l'Aisne représentée par le député René Dosière (PS).
La commune est membre de la communauté de communes du Chemin des Dames qui regroupe trente communes.

#### Liste des maires
| Période                                  | Période                       | Identité            | Étiquette | Qualité                                         |
| ---------------------------------------- | ----------------------------- | ------------------- | --------- | ----------------------------------------------- |
| Les données manquantes sont à compléter. |                               |                     |           |                                                 |
| mars 2001                                | mars 2008                     | Jean-Pierre Agoutin | FN        |                                                 |
| mars 2008                                | avril 2014                    | Daniel André        |           |                                                 |
| avril 2014                               | En cours (au 12 juillet 2020) | Pascal Boulanger    | SE        | Salarié agricole Réélu pour le mandat 2020-2026 |

## Population et société

### Démographie
L'évolution du nombre d'habitants est connue à travers les recensements de la population effectués dans la commune depuis 1793. Pour les communes de moins de 10 000 habitants, une enquête de recensement portant sur toute la population est réalisée tous les cinq ans, les populations de référence des années intermédiaires étant quant à elles estimées par interpolation ou extrapolation. Pour la commune, le premier recensement exhaustif entrant dans le cadre du nouveau dispositif a été réalisé en 2005.

En 2022, la commune comptait 118 habitants, en évolution de +0,85 % par rapport à 2016 (Aisne : −1,97 %, France hors Mayotte : +2,11 %).
| 1793 | 1800 | 1806 | 1821 | 1831 | 1836 | 1841 | 1846 | 1851 |
| ---- | ---- | ---- | ---- | ---- | ---- | ---- | ---- | ---- |
| 429  | 454  | 473  | 429  | 485  | 445  | 445  | 480  | 477  |

| 1856 | 1861 | 1866 | 1872 | 1876 | 1881 | 1886 | 1891 | 1896 |
| ---- | ---- | ---- | ---- | ---- | ---- | ---- | ---- | ---- |
| 445  | 395  | 381  | 354  | 325  | 316  | 286  | 242  | 262  |

| 1901 | 1906 | 1911 | 1921 | 1926 | 1931 | 1936 | 1946 | 1954 |
| ---- | ---- | ---- | ---- | ---- | ---- | ---- | ---- | ---- |
| 264  | 256  | 217  | 57   | 116  | 136  | 108  | 125  | 127  |

| 1962 | 1968 | 1975 | 1982 | 1990 | 1999 | 2005 | 2006 | 2010 |
| ---- | ---- | ---- | ---- | ---- | ---- | ---- | ---- | ---- |
| 126  | 89   | 92   | 80   | 97   | 111  | 101  | 100  | 111  |

| 2015 | 2020 | 2022 | - | - | - | - | - | - |
| ---- | ---- | ---- | - | - | - | - | - | - |
| 116  | 114  | 118  | - | - | - | - | - | - |

### Cultes
Le territoire de la commune de Craonnelle fait partie de la paroisse catholique « Saint Rémi de l'Ailette » au sein du diocèse de Soissons, Laon et Saint-Quentin. Le lieu de culte est l'église Sainte-Benoite.

## Culture locale et patrimoine

### Commémoration
Chaque 16 avril est commémoré l'Offensive Nivelle par des animations tout au long de la journée.

### Lieux et monuments
- La nécropole nationale de Craonnelle, créée en 1920, accueille les corps de 3 936 soldats tombés lors de la Première Guerre mondiale au cours des différentes batailles du Chemin des Dames[36].
- Le monument des Basques, érigé en 1928 en mémoire des soldats de la 36e division d'infanterie française, est inscrit aux monuments historiques le 17 juin 2003[37].
- L'église Sainte-Benoîte, datant de 1932, a fait l'objet d'un dossier de l'Inventaire général du patrimoine culturel le 24 mars 2006[38],[39].  Cinq verrières sur la vie de Sainte Benoîte ont été réalisées par Jean Hébert-Stevens et Pauline Peugniez entre 1932 et 1934[réf. nécessaire].

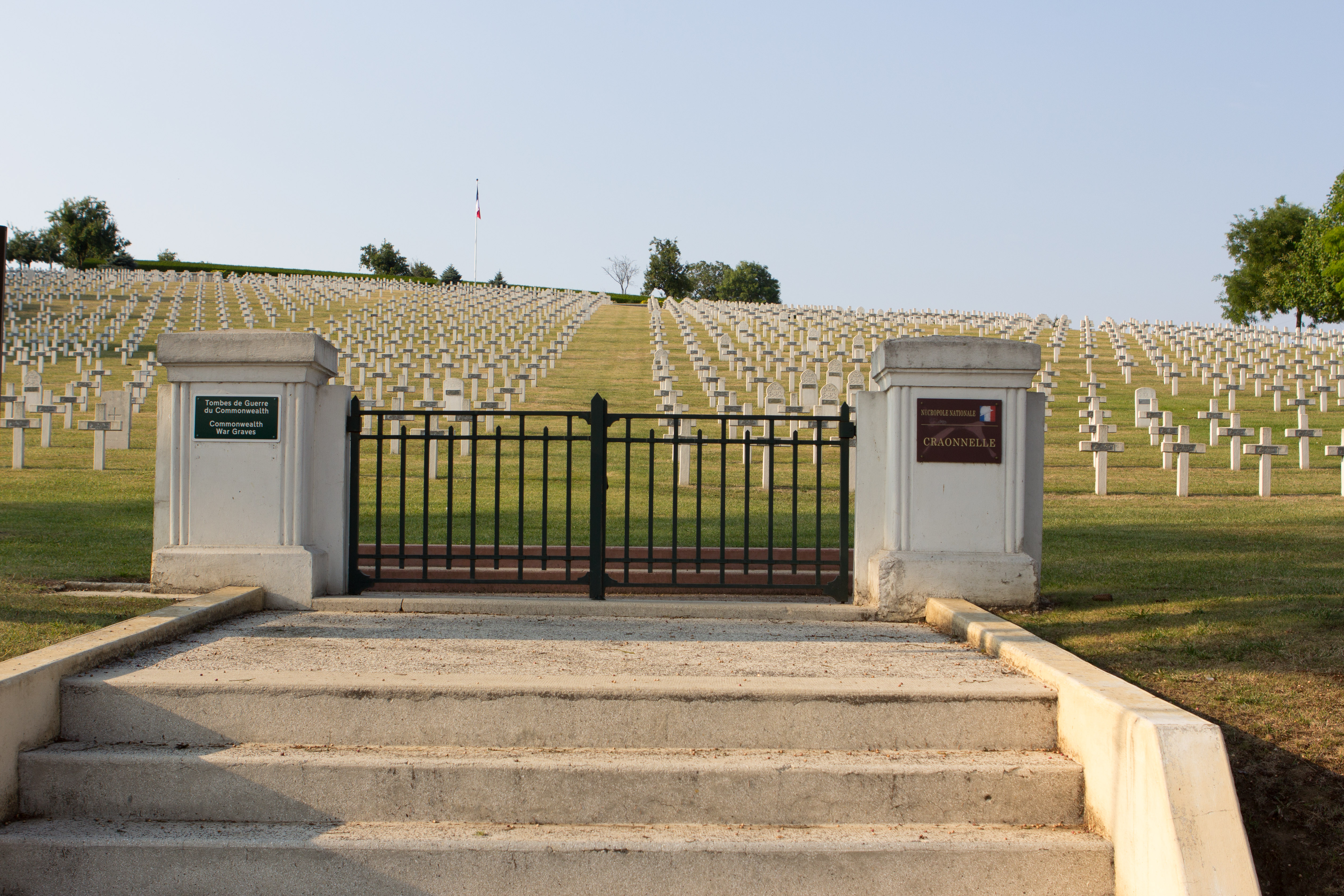
La nécropole nationale de Craonnelle.
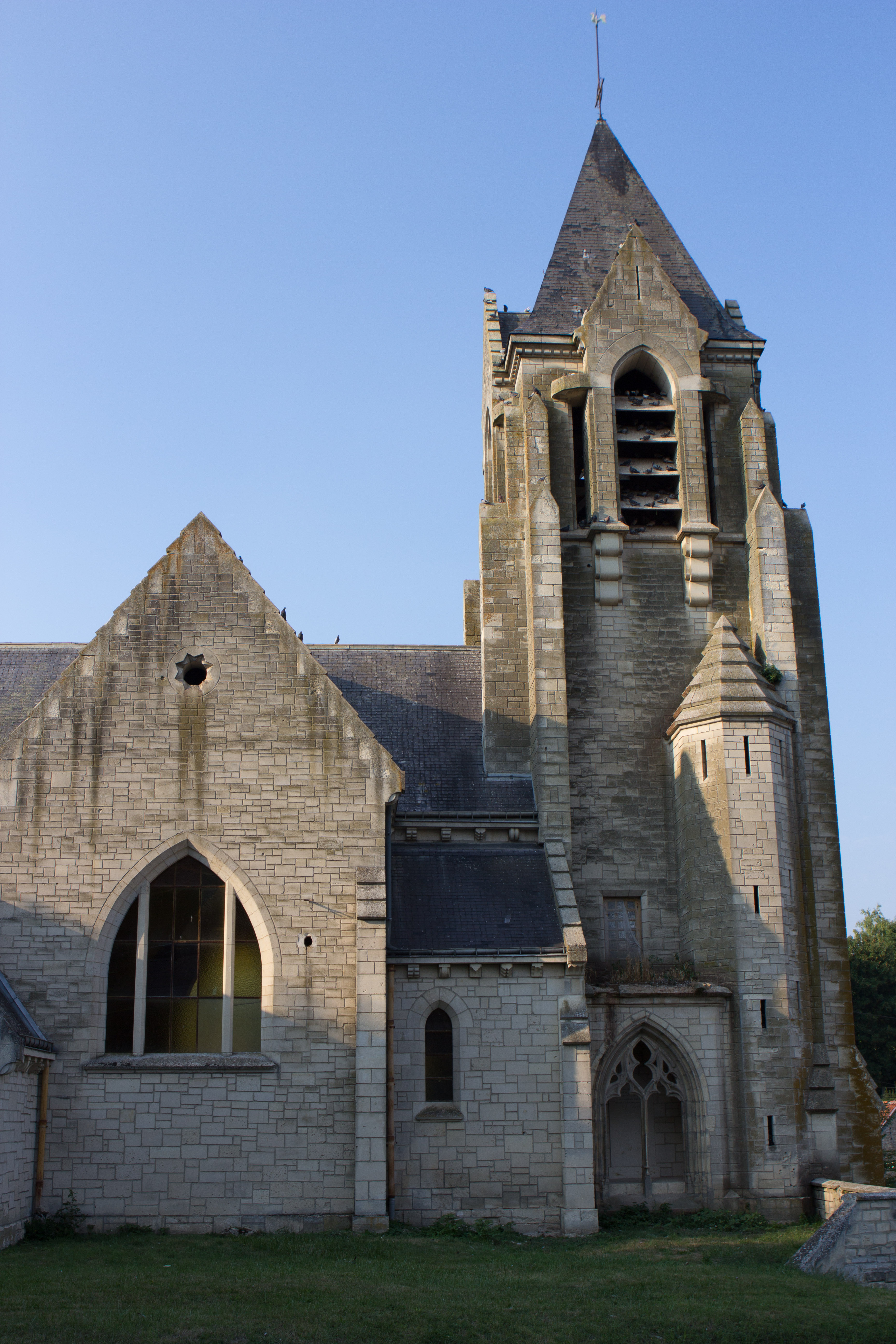
L'église Sainte-Benoîte.
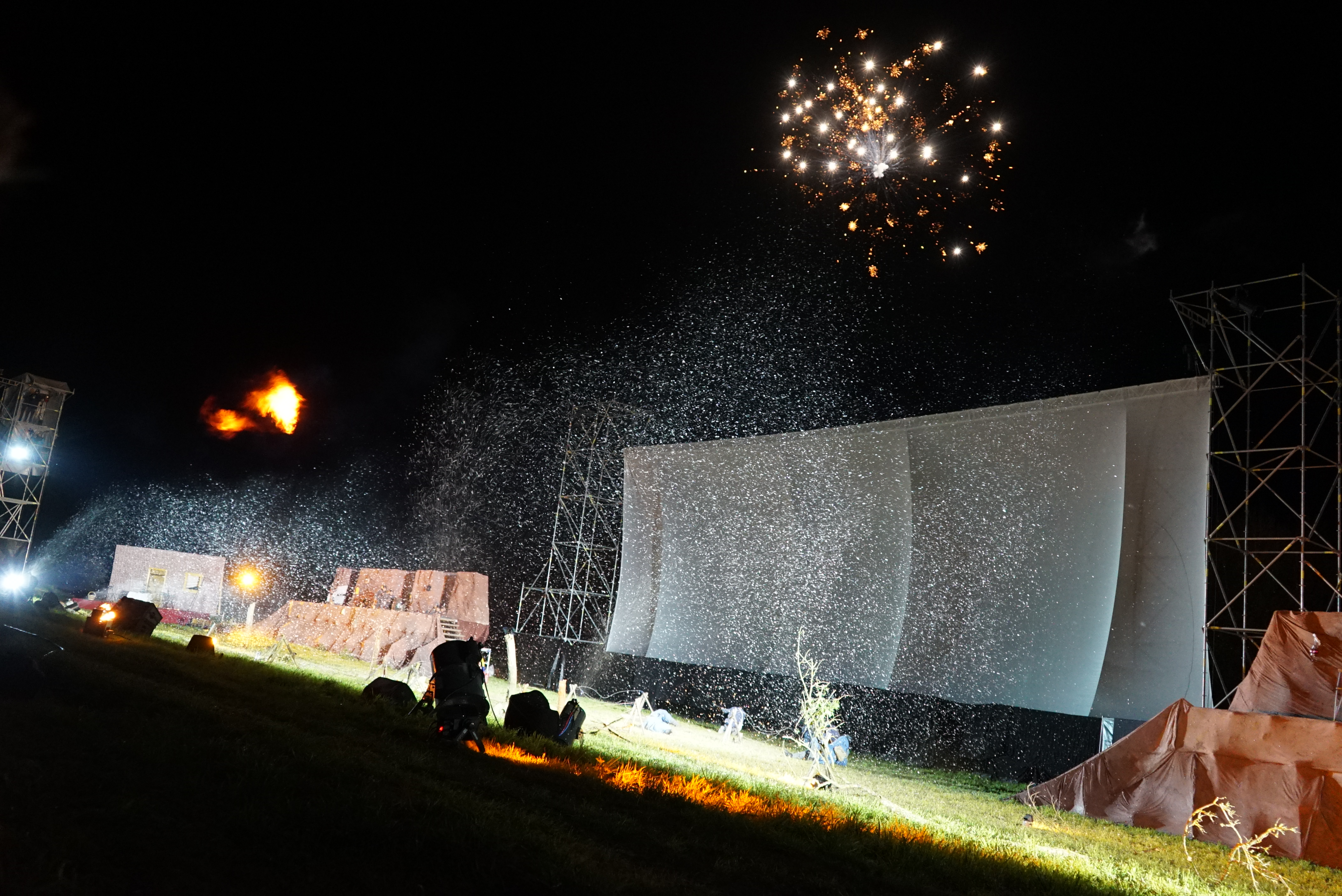
Son et lumière pour le centenaire de la bataille du Chemin des Dames.

## Pour approfondir